# 内蒙古医科大学附属医院
内蒙古医科大学附属医院 (英語：Affiliated Hospital Of Inner Mongolia Medical University)，是一所集医疗、科研、教学、预防、保健、康复为一体的大型综合三级甲等医院，位于中华人民共和国内蒙古自治区呼和浩特市回民区通道北路1号，占地面积6.8万平方米，拥有床位3160张，职工4681人。